# Eginhard
Eginhard (Einhart), född cirka 775, död 14 mars 840, var en frankisk-germansk ädling.
Han fick en lärd uppfostran av munkarna i klostret Fulda varpå han sändes till Karl den store och blev dennes kansler och förtroendeman. Av Ludvig den fromme sändes sedan Eginhard 817 för att mäkla fred med kungens söner. Detta misslyckades han dock med och drog sig tillbaka till det av honom grundade klostret i Mühlheim. Han skall ha varit liten till växten och fysiskt klen samt beskrevs som sällsynt kunnig, duglig och naturligt älskvärd. Eginhards latinska biografi över Karl den store, Karl den stores liv, kan ses som en första rangens källskrift, inte minst rörande saxarnas förkristna religion. De så kallade Annales för tiden 741–829 går i Eginhards namn, men författarskapet är omstritt.